# Панцирник Агассица
Панцирник Агассица, или сомик Агассиза, или сомик Агассица (лат. Corydoras agassizii) — вид лучепёрых рыб семейства панцирных сомов (Callichthyidae).
В Европу впервые завезён в 1936, в СССР — в 1960 году.

## Ареал
Панцирник Агассица распространён в водоёмах западной Бразилии.

## Внешний вид
Форма тела — характерная для всех представителей рода коридорасов. Окрашен в желтовато-оливковый цвет с тёмными пятнами. Поперёк головы через желтоватые глаза проходит вертикальная тёмная полоса, нижняя часть спинного плавника окрашена в тёмный цвет, остальные плавники желтоватые.

## Содержание
Условия содержания обычны для рода Corydoras — слабокислая вода (pH 6,5—7,0) средней жёсткости (5—8 °dH), однако этот вид несколько более теплолюбив.